# Mohammed Hamíd Farhán
 Mohammed Hamíd Farhán (arabul: محمد حميد فرحان; Fallúdzsa, 1993. január 24. –) iraki labdarúgó, az élvonalbeli As-Surta SC kapusa.

## Pályafutása

### A válogatottban
2013. október 8-án mutatkozott be az iraki válogatottban a Libanon elleni 1–1-es döntetlen során. 2016-ban bekerült az nyári olimpiai játékok keretébe. 2015-ben a 4. helyen végzett Irakkal a 2015-ös Ázsia-kupán, 2019-ben pedig bekerült a 2019-es Ázsia-kupa keretébe.